# Alepista irregularis
Alepista irregularis là một loài bướm đêm thuộc phân họ Arctiinae, họ Erebidae.